# Vahagn Khachaturyan
Vahagn Garniki Khachaturyan (in armeno Վահագն Գառնիկի Խաչատուրյան?; in russo Ваагн Гарникович Хачатрян?, Vaagn Garnikovich Khachatryan; Sisian, 22 aprile 1959) è un economista e politico armeno, dal 2022 quinto presidente dell'Armenia. In precedenza è stato sindaco di Yerevan dal 1992 al 1996 e ministro dell'industria high-tech dal 2021 al 2022 sotto il primo ministro Nikol Pashinyan.
È stato membro del Congresso nazionale armeno (ANC) fino alle sue dimissioni nel 2022.

## Biografia
Vahagn Khachatryan è nato nel 1959 nella città di Sisian, nell'Armenia sovietica. Nel 1976 si è diplomato alla Scuola secondaria n. 118 di Erevam con una medaglia d'oro, nel 1976-1980 si è laureato in economia all'Istituto di Economia Nazionale di Erevan.
Nel 1980 si laurea in economia presso l'Istituto di Economia Nazionale di Erevan (ora Università Statale Armena di Economia). Dal 1980 al 1982 ha prestato servizio nell'esercito sovietico. Tra il 1982-1989 ha lavorato nell'impresa "HrazdanMash" (Hrazdan Instrumental Production), e nel quadriennio 1989-1992 è stato vicedirettore generale della fabbrica "Mars".
Dal 1996 al 1998 è stato consigliere del presidente dell'Armenia Levon Ter-Petrosyan.
Nel 2002 è stato nominato Vicepresidente del Centro di Scienze Politiche, Giurisprudenza e Ricerche Economiche.
È autore di vari articoli scientifici e professionali, traduzioni di libri e pubblicazioni in ambito economico e politico.

## Carriera politica
Per sei anni dal 1990 al 1996 è stato vicepresidente del consiglio comunale di Erevan.
Il 4 dicembre 1992 ha dato inizio il suo mandato come sindaco di Erevan, incarico ricoperto sino al 22 febbraio 1996. Tra il 1995-1999 è stato Deputato dell'Assemblea Nazionale, in seguito tra il 1996-1998 ha ricoperto il ruolo di Consigliere del Presidente della Repubblica di Armenia Lewon Ter-Petrosyan.

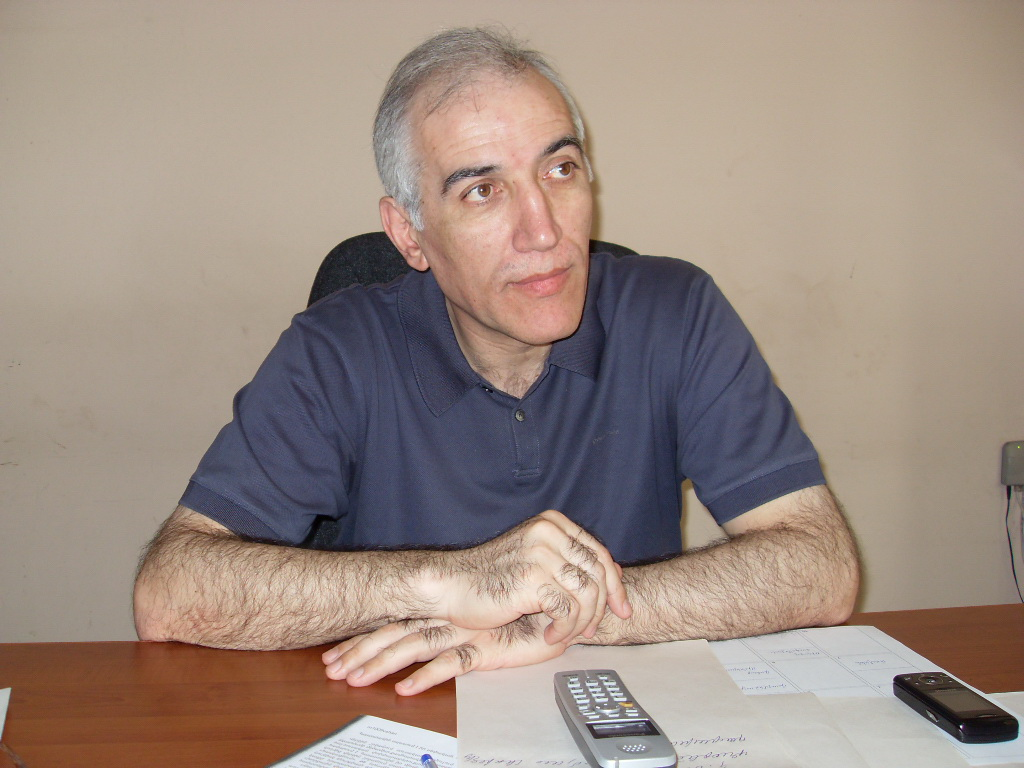
Vahagn Khachatryan nel 2008.

Alle elezioni parlamentari del 2007 in Armenia, è stato un rappresentante del blocco "Impeachment". Nel 2006 è diventato membro fondatore del partito socio-politico "Alternativa". È stato membro del Congresso nazionale armeno fino alle sue dimissioni avvenute nel 2017 e ha guidato la lista del partito del primo Presidente della Repubblica d'Armenia, Lewon Ter-Petrosyan, nelle elezioni del consiglio comunale di Erevan del 2013.
Il 4 agosto 2021, con decreto del Presidente della Repubblica di Armenia, è stato nominato Ministro dell'Industria High-Tech della Repubblica di Armenia.

## Presidenza della Repubblica

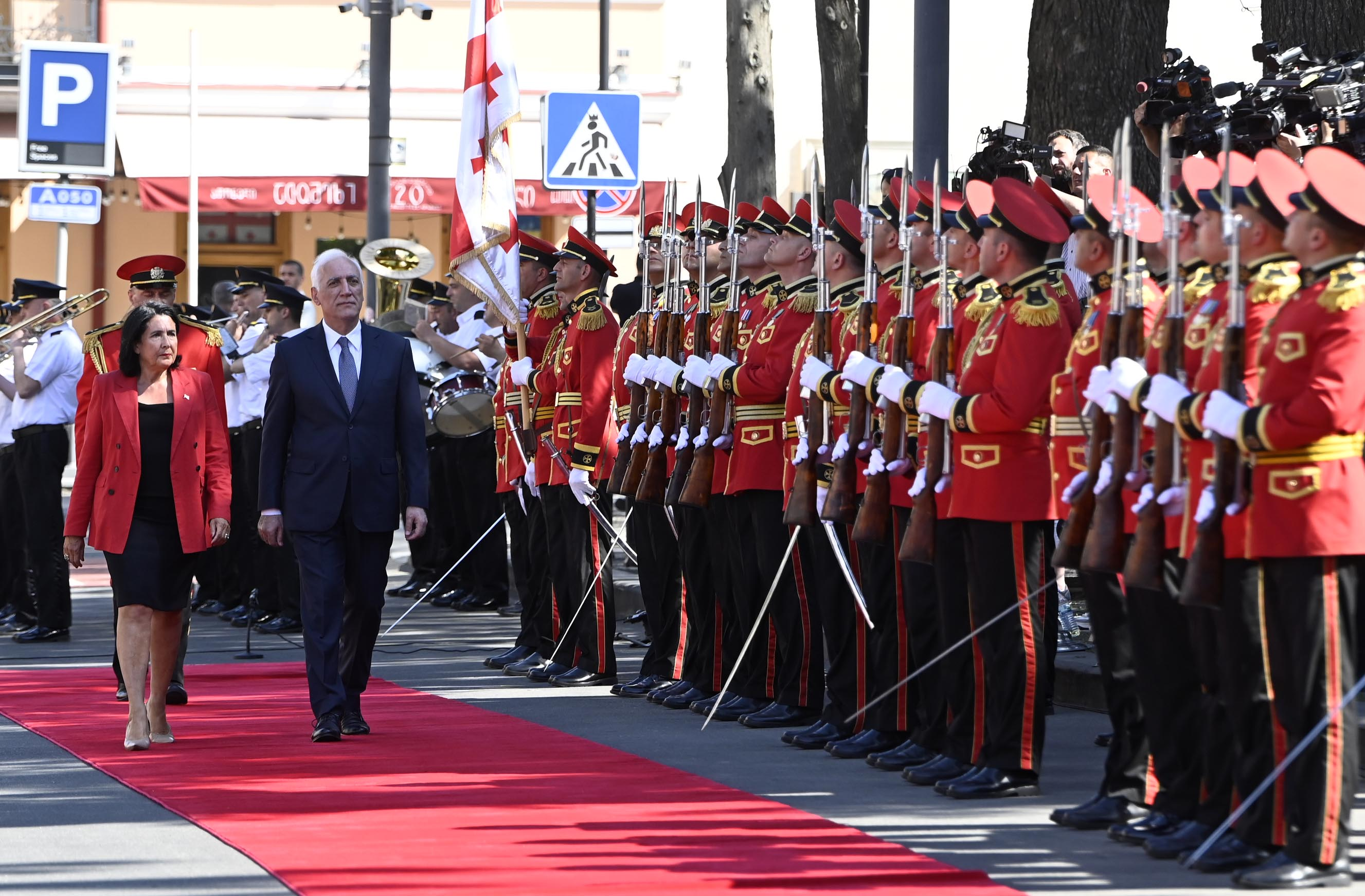
Salome Zourabichvili e il presidente Khachaturyan si incontrano a Tbilisi, 30 maggio 2022.

In seguito alle dimissioni del Presidente dell'Armenia Armen Sarkissian nel gennaio 2022, il partito Contratto Civile, al governo,  ha proposto Khachaturyan come candidato alla Presidenza.
Il 3 marzo 2022 nel secondo turno di votazioni è stato eletto, con 71 voti a favore, alla carica di Presidente dell'Armenia. Il 13 marzo 2022 ha assunto ufficialmente la carica presidenziale.

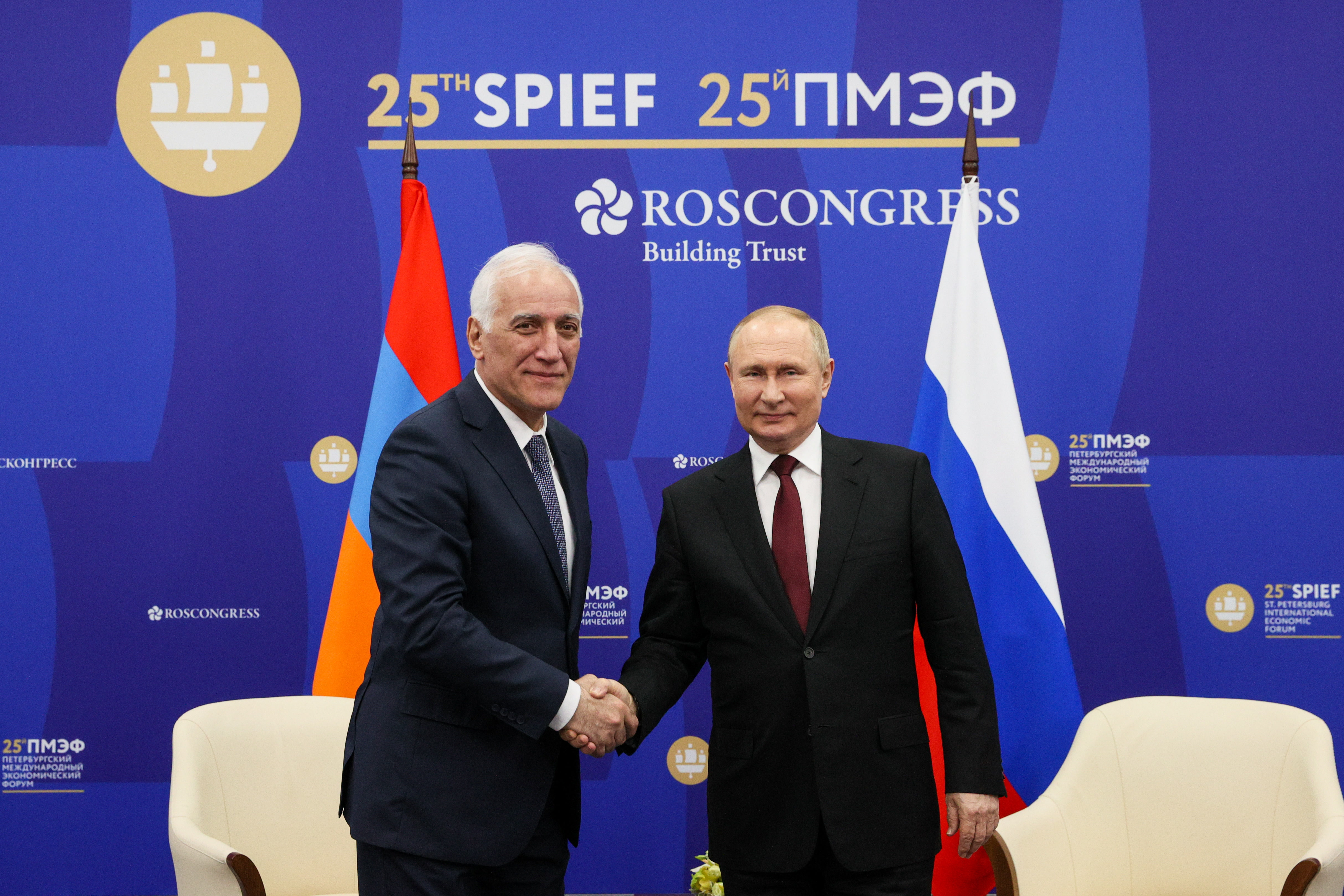
Khachaturyan e il presidente russo Vladimir Putin al Forum economico internazionale di St.Pietroburgo, 16 giugno 2022.

Nel giugno 2022 ha partecipato al Forum economico internazionale di San Pietroburgo in occasione del suo 25° anniversario, in Russia.
A metà ottobre 2023, Khachaturian ha approvato ufficialmente l'adesione del Paese alla Corte penale internazionale.

## Vita privata
È sposato con Anahit Minasyan e ha due figli. Oltre alla sua lingua nativa, l'armeno, parla anche russo e inglese.